# Interlands Kroatisch voetbalelftal 2010-2019
Deze pagina toont een chronologisch en gedetailleerd overzicht van de interlands die het Kroatisch voetbalelftal speelde in de periode 2010 – 2019.

## Interlands

### 2010
|                                                              |        |                   |         |                                                                                             |
| 3 maart Vriendschappelijk № 207 «onderlinge duels» 19:45 uur | België | 0 – 1             | Kroatië | Koning Boudewijnstadion, Brussel Toeschouwers: 20.000 Scheidsrechter: Gianluca Rocchi (ITA) |
| 3 maart Vriendschappelijk № 207 «onderlinge duels» 19:45 uur |        | 63' Niko Kranjčar |         | Koning Boudewijnstadion, Brussel Toeschouwers: 20.000 Scheidsrechter: Gianluca Rocchi (ITA) |

|                                                             |            |                |         |                                                                                     |
| 19 mei Vriendschappelijk № 208 «onderlinge duels» 19:30 uur | Oostenrijk | 0 – 1          | Kroatië | Wörtherseestadion, Klagenfurt Toeschouwers: 20.000 Scheidsrechter: Kevin Blom (NED) |
| 19 mei Vriendschappelijk № 208 «onderlinge duels» 19:30 uur |            | 86' Mate Bilić |         | Wörtherseestadion, Klagenfurt Toeschouwers: 20.000 Scheidsrechter: Kevin Blom (NED) |

|                                                             |                                   |       |       |                                                                                      |
| 23 mei Vriendschappelijk № 209 «onderlinge duels» 18:00 uur | Kroatië                           | 2 – 0 | Wales | Stadion Gradski vrt, Osijek Toeschouwers: 12.000 Scheidsrechter: Slavko Vinčić (SLO) |
| 23 mei Vriendschappelijk № 209 «onderlinge duels» 18:00 uur | Ivan Rakitić 45' Drago Gabrić 81' |       |       | Stadion Gradski vrt, Osijek Toeschouwers: 12.000 Scheidsrechter: Slavko Vinčić (SLO) |

|                                                             |         |       |         |                                                                                     |
| 26 mei Vriendschappelijk № 210 «onderlinge duels» 19:30 uur | Estland | 0 – 0 | Kroatië | A. Le Coq Arena, Tallinn Toeschouwers: 4.800 Scheidsrechter: Michael Svendsen (DEN) |
| 26 mei Vriendschappelijk № 210 «onderlinge duels» 19:30 uur |         |       |         | A. Le Coq Arena, Tallinn Toeschouwers: 4.800 Scheidsrechter: Michael Svendsen (DEN) |

|                                                                  |                    |       |                    |                                                                                      |
| 11 augustus Vriendschappelijk № 211 «onderlinge duels» 20:30 uur | Slowakije          | 1 – 1 | Kroatië            | Štadión Pasienky, Bratislava Toeschouwers: 6.366 Scheidsrechter: Radek Matějek (CZE) |
| 11 augustus Vriendschappelijk № 211 «onderlinge duels» 20:30 uur | Miroslav Stoch 50' |       | 54' Nikica Jelavić | Štadión Pasienky, Bratislava Toeschouwers: 6.366 Scheidsrechter: Radek Matějek (CZE) |

|                                                                        |         |                                                  |         |                                                                             |
| 3 september EK-kwalificatie Groep F № 212 «onderlinge duels» 20:00 uur | Letland | 0 – 3                                            | Kroatië | Skontostadion, Riga Toeschouwers: 7.600 Scheidsrechter: Björn Kuipers (NED) |
| 3 september EK-kwalificatie Groep F № 212 «onderlinge duels» 20:00 uur |         | 43' Mladen Petrić 51' Ivica Olić 82' Darijo Srna |         | Skontostadion, Riga Toeschouwers: 7.600 Scheidsrechter: Björn Kuipers (NED) |

|                                                                        |         |       |             |                                                                                    |
| 7 september EK-kwalificatie Groep F № 213 «onderlinge duels» 20:30 uur | Kroatië | 0 – 0 | Griekenland | Maksimirstadion, Zagreb Toeschouwers: 24.399 Scheidsrechter: Claus Bo Larsen (DEN) |
| 7 september EK-kwalificatie Groep F № 213 «onderlinge duels» 20:30 uur |         |       |             | Maksimirstadion, Zagreb Toeschouwers: 24.399 Scheidsrechter: Claus Bo Larsen (DEN) |

|                                                                      |                   |       |                                     |                                                                                       |
| 9 oktober EK-kwalificatie Groep F № 214 «onderlinge duels» 21:05 uur | Israël            | 1 – 2 | Kroatië                             | Ramat Ganstadion, Ramat Gan Toeschouwers: 33.421 Scheidsrechter: Wolfgang Stark (GER) |
| 9 oktober EK-kwalificatie Groep F № 214 «onderlinge duels» 21:05 uur | Etey Shechter 81' |       | 36' Niko Kranjčar 41' Niko Kranjčar | Ramat Ganstadion, Ramat Gan Toeschouwers: 33.421 Scheidsrechter: Wolfgang Stark (GER) |

|                                                                 |                                       |       |                         |                                                                                 |
| 12 oktober Vriendschappelijk № 215 «onderlinge duels» 20:15 uur | Kroatië                               | 2 – 1 | Noorwegen               | Maksimirstadion, Zagreb Toeschouwers: 3.000 Scheidsrechter: Damir Skomina (SLO) |
| 12 oktober Vriendschappelijk № 215 «onderlinge duels» 20:15 uur | Mario Mandžukić 35' Niko Kranjčar 50' |       | 21' Mohammed Abdellaoue | Maksimirstadion, Zagreb Toeschouwers: 3.000 Scheidsrechter: Damir Skomina (SLO) |

|                                                                        |                                                        |       |       |                                                                                |
| 17 november EK-kwalificatie Groep F № 216 «onderlinge duels» 17:30 uur | Kroatië                                                | 3 – 0 | Malta | Maksimirstadion, Zagreb Toeschouwers: 9.000 Scheidsrechter: Duarte Gomes (POR) |
| 17 november EK-kwalificatie Groep F № 216 «onderlinge duels» 17:30 uur | Niko Kranjčar 19' Niko Kranjčar 42' Nikola Kalinić 81' |       |       | Maksimirstadion, Zagreb Toeschouwers: 9.000 Scheidsrechter: Duarte Gomes (POR) |

### 2011
|                                                                 |                                                                            |       |                                   |                                                                                     |
| 9 februari Vriendschappelijk № 217 «onderlinge duels» 17:45 uur | Kroatië                                                                    | 4 – 2 | Tsjechië                          | Stadion Aldo Drosina, Pula Toeschouwers: 9.056 Scheidsrechter: Daniele Orsato (ITA) |
| 9 februari Vriendschappelijk № 217 «onderlinge duels» 17:45 uur | Eduardo da Silva 9' Nikola Kalinić 13' Nikola Kalinić 61' Ivo Iličević 74' |       | 20' Tomáš Sivok 45' Tomáš Rosický | Stadion Aldo Drosina, Pula Toeschouwers: 9.056 Scheidsrechter: Daniele Orsato (ITA) |

|                                                                     |                       |       |         |                                                                                               |
| 26 maart EK-kwalificatie Groep F № 218 «onderlinge duels» 18:00 uur | Georgië               | 1 – 0 | Kroatië | Boris Paitsjadzestadion, Tbilisi Toeschouwers: 54.500 Scheidsrechter: Paolo Tagliavento (ITA) |
| 26 maart EK-kwalificatie Groep F № 218 «onderlinge duels» 18:00 uur | Levan Kobiasjvili 90' |       |         | Boris Paitsjadzestadion, Tbilisi Toeschouwers: 54.500 Scheidsrechter: Paolo Tagliavento (ITA) |

|                                                               |           |       |         |                                                                                    |
| 29 maart Vriendschappelijk № 219 «onderlinge duels» 21:00 uur | Frankrijk | 0 – 0 | Kroatië | Stade de France, Saint-Denis Toeschouwers: 60.600 Scheidsrechter: Alan Kelly (IRL) |
| 29 maart Vriendschappelijk № 219 «onderlinge duels» 21:00 uur |           |       |         | Stade de France, Saint-Denis Toeschouwers: 60.600 Scheidsrechter: Alan Kelly (IRL) |

|                                                                   |                                        |       |                    |                                                                                    |
| 3 juni EK-kwalificatie Groep F № 220 «onderlinge duels» 20:00 uur | Kroatië                                | 2 – 1 | Georgië            | Poljudstadion, Split Toeschouwers: 28.000 Scheidsrechter: Stefan Johannesson (SWE) |
| 3 juni EK-kwalificatie Groep F № 220 «onderlinge duels» 20:00 uur | Mario Mandžukić 76' Nikola Kalinić 78' |       | 16' Dzjaba Kankava | Poljudstadion, Split Toeschouwers: 28.000 Scheidsrechter: Stefan Johannesson (SWE) |

|                                                                  |         |       |         |                                                                                  |
| 10 augustus Vriendschappelijk № 221 «onderlinge duels» 20:45 uur | Ierland | 0 – 0 | Kroatië | Avivastadion, Dublin Toeschouwers: 20.179 Scheidsrechter: Tom Harald Hagen (NOR) |
| 10 augustus Vriendschappelijk № 221 «onderlinge duels» 20:45 uur |         |       |         | Avivastadion, Dublin Toeschouwers: 20.179 Scheidsrechter: Tom Harald Hagen (NOR) |

|                                                                        |                    |       |                                                        |                                                                                  |
| 2 september EK-kwalificatie Groep F № 222 «onderlinge duels» 19:15 uur | Malta              | 1 – 3 | Kroatië                                                | Ta' Qalistadion, Ta' Qali Toeschouwers: 6.150 Scheidsrechter: Tony Chapron (FRA) |
| 2 september EK-kwalificatie Groep F № 222 «onderlinge duels» 19:15 uur | Michael Mifsud 38' |       | 11' Ognjen Vukojević 32' Milan Badelj 68' Dejan Lovren | Ta' Qalistadion, Ta' Qali Toeschouwers: 6.150 Scheidsrechter: Tony Chapron (FRA) |

|                                                                        |                                                           |       |                 |                                                                                            |
| 6 september EK-kwalificatie Groep F № 223 «onderlinge duels» 20:00 uur | Kroatië                                                   | 3 – 1 | Israël          | Maksimirstadion, Zagreb Toeschouwers: 13.688 Scheidsrechter: Carlos Velasco Carballo (ESP) |
| 6 september EK-kwalificatie Groep F № 223 «onderlinge duels» 20:00 uur | Luka Modrić 47' Eduardo da Silva 55' Eduardo da Silva 57' |       | 44' Tomer Hemed | Maksimirstadion, Zagreb Toeschouwers: 13.688 Scheidsrechter: Carlos Velasco Carballo (ESP) |

|                                                                      |                                          |       |         |                                                                                             |
| 7 oktober EK-kwalificatie Groep F № 224 «onderlinge duels» 20:45 uur | Griekenland                              | 2 – 0 | Kroatië | Georgios Karaiskákisstadion, Piraeus Toeschouwers: 27.200 Scheidsrechter: Howard Webb (ENG) |
| 7 oktober EK-kwalificatie Groep F № 224 «onderlinge duels» 20:45 uur | Georgios Samaras 71' Theofanis Gekas 79' |       |         | Georgios Karaiskákisstadion, Piraeus Toeschouwers: 27.200 Scheidsrechter: Howard Webb (ENG) |

|                                                                       |                                          |       |         |                                                                                  |
| 11 oktober EK-kwalificatie Groep F № 225 «onderlinge duels» 19:00 uur | Kroatië                                  | 2 – 0 | Letland | Kantridastadion, Rijeka Toeschouwers: 8.370 Scheidsrechter: Antony Gautier (FRA) |
| 11 oktober EK-kwalificatie Groep F № 225 «onderlinge duels» 19:00 uur | Eduardo da Silva 66' Mario Mandžukić 72' |       |         | Kantridastadion, Rijeka Toeschouwers: 8.370 Scheidsrechter: Antony Gautier (FRA) |

|                                                                          |         |                                                      |         |                                                                                      |
| 11 november EK-kwalificatie Play-offs № 226 «onderlinge duels» 20:05 uur | Turkije | 0 – 3                                                | Kroatië | Türk Telekom Arena, Istanboel Toeschouwers: 42.863 Scheidsrechter: Felix Brych (GER) |
| 11 november EK-kwalificatie Play-offs № 226 «onderlinge duels» 20:05 uur |         | 2' Ivica Olić 32' Mario Mandžukić 51' Vedran Ćorluka |         | Türk Telekom Arena, Istanboel Toeschouwers: 42.863 Scheidsrechter: Felix Brych (GER) |

|                                                                          |         |       |         |                                                                                  |
| 15 november EK-kwalificatie Play-offs № 227 «onderlinge duels» 20:05 uur | Kroatië | 0 – 0 | Turkije | Maksimirstadion, Zagreb Toeschouwers: 26.371 Scheidsrechter: Pedro Proenca (POR) |
| 15 november EK-kwalificatie Play-offs № 227 «onderlinge duels» 20:05 uur |         |       |         | Maksimirstadion, Zagreb Toeschouwers: 26.371 Scheidsrechter: Pedro Proenca (POR) |

### 2012
|                                                                  |                         |       |                                                                           |                                                                                |
| 29 februari Vriendschappelijk № 228 «onderlinge duels» 20:30 uur | Kroatië                 | 1 – 3 | Zweden                                                                    | Maksimirstadion, Zagreb Toeschouwers: 7.000 Scheidsrechter: Mitja Žganec (SLO) |
| 29 februari Vriendschappelijk № 228 «onderlinge duels» 20:30 uur | Jonas Olsson 44' (e.d.) |       | 13' (pen.) Zlatan Ibrahimović 46' Sebastian Larsson 69' Sebastian Larsson | Maksimirstadion, Zagreb Toeschouwers: 7.000 Scheidsrechter: Mitja Žganec (SLO) |

|                                                             |                                                            |       |                          |                                                                                    |
| 25 mei Vriendschappelijk № 229 «onderlinge duels» 19:30 uur | Kroatië                                                    | 3 – 1 | Estland                  | Stadion Aldo Drosina, Pula Toeschouwers: 7.000 Scheidsrechter: Fábián Mihály (HUN) |
| 25 mei Vriendschappelijk № 229 «onderlinge duels» 19:30 uur | Vedran Ćorluka 16' Nikola Kalinić 20' Ognjen Vukojević 81' |       | 83' Konstantin Vassiljev | Stadion Aldo Drosina, Pula Toeschouwers: 7.000 Scheidsrechter: Fábián Mihály (HUN) |

|                                                             |                       |       |             |                                                                                  |
| 2 juni Vriendschappelijk № 230 «onderlinge duels» 19:00 uur | Noorwegen             | 1 – 1 | Kroatië     | Ullevaal Stadion, Oslo Toeschouwers: 14.208 Scheidsrechter: Sergey Karasev (RUS) |
| 2 juni Vriendschappelijk № 230 «onderlinge duels» 19:00 uur | Tarik Elyounoussi 90' |       | 79' Eduardo | Ullevaal Stadion, Oslo Toeschouwers: 14.208 Scheidsrechter: Sergey Karasev (RUS) |

| EK voetbal 2012 |
| --------------- |

|                                                                 |                                                           |       |                    |                                                                                  |
| 10 juni EK-eindronde Groep C № 231 «onderlinge duels» 20:45 uur | Kroatië                                                   | 3 – 1 | Ierland            | Stadion Miejski, Poznań Toeschouwers: 39.550 Scheidsrechter: Björn Kuipers (NED) |
| 10 juni EK-eindronde Groep C № 231 «onderlinge duels» 20:45 uur | Mario Mandžukić 3' Nikica Jelavić 43' Mario Mandžukić 48' |       | 19' Sean St Ledger | Stadion Miejski, Poznań Toeschouwers: 39.550 Scheidsrechter: Björn Kuipers (NED) |

|                                                                 |                     |       |                  |                                                                                |
| 14 juni EK-eindronde Groep C № 232 «onderlinge duels» 18:00 uur | Kroatië             | 1 – 1 | Italië           | Stadion Miejski, Poznań Toeschouwers: 37.096 Scheidsrechter: Howard Webb (ENG) |
| 14 juni EK-eindronde Groep C № 232 «onderlinge duels» 18:00 uur | Mario Mandžukić 72' |       | 39' Andrea Pirlo | Stadion Miejski, Poznań Toeschouwers: 37.096 Scheidsrechter: Howard Webb (ENG) |

|                                                                 |         |                 |        |                                                                                    |
| 18 juni EK-eindronde Groep C № 233 «onderlinge duels» 20:45 uur | Kroatië | 0 – 1           | Spanje | PGE Arena Gdańsk, Gdańsk Toeschouwers: 39.076 Scheidsrechter: Wolfgang Stark (GER) |
| 18 juni EK-eindronde Groep C № 233 «onderlinge duels» 20:45 uur |         | 88' Jesús Navas |        | PGE Arena Gdańsk, Gdańsk Toeschouwers: 39.076 Scheidsrechter: Wolfgang Stark (GER) |

|  |  |  |  |  |  |  |  |  |

|                                                                  |                         |       |                                                                                    |                                                                                 |
| 15 augustus Vriendschappelijk № 234 «onderlinge duels» 20:30 uur | Kroatië                 | 2 – 4 | Zwitserland                                                                        | Poljud Stadion, Split Toeschouwers: 10.000 Scheidsrechter: Antonio Damato (ITA) |
| 15 augustus Vriendschappelijk № 234 «onderlinge duels» 20:30 uur | Eduardo 20' Eduardo 64' |       | 11' Granit Xhaka 37' Tranquillo Barnetta 51' Mario Gavranović 81' Mario Gavranović | Poljud Stadion, Split Toeschouwers: 10.000 Scheidsrechter: Antonio Damato (ITA) |

|                                                                        |                    |       |           |                                                                               |
| 7 september WK-kwalificatie Groep A № 235 «onderlinge duels» 20:45 uur | Kroatië            | 1 – 0 | Macedonië | Maksimirstadion, Zagreb Toeschouwers: 13.883 Scheidsrechter: Alon Yefet (ISR) |
| 7 september WK-kwalificatie Groep A № 235 «onderlinge duels» 20:45 uur | Nikica Jelavić 69' |       |           | Maksimirstadion, Zagreb Toeschouwers: 13.883 Scheidsrechter: Alon Yefet (ISR) |

|                                                                         |                      |       |                 |                                                                                             |
| 11 september WK-kwalificatie Groep A № 236 «onderlinge duels» 20:45 uur | België               | 1 – 1 | Kroatië         | Koning Boudewijnstadion, Brussel Toeschouwers: 39.000 Scheidsrechter: Alberto Undiano (ESP) |
| 11 september WK-kwalificatie Groep A № 236 «onderlinge duels» 20:45 uur | Guillaume Gillet 45' |       | 6' Ivan Perišić | Koning Boudewijnstadion, Brussel Toeschouwers: 39.000 Scheidsrechter: Alberto Undiano (ESP) |

|                                                                       |                  |       |                                     |                                                                                    |
| 12 oktober WK-kwalificatie Groep A № 237 «onderlinge duels» 20:30 uur | Macedonië        | 1 – 2 | Kroatië                             | Philip II Arena, Skopje Toeschouwers: 33.000 Scheidsrechter: Peter Rasmussen (DAN) |
| 12 oktober WK-kwalificatie Groep A № 237 «onderlinge duels» 20:30 uur | Agim Ibraimi 16' |       | 32' Vedran Ćorluka 60' Ivan Rakitić | Philip II Arena, Skopje Toeschouwers: 33.000 Scheidsrechter: Peter Rasmussen (DAN) |

|                                                                       |                                          |       |       |                                                                                            |
| 15 oktober WK-kwalificatie Groep A № 238 «onderlinge duels» 20:00 uur | Kroatië                                  | 2 – 0 | Wales | Stadion Gradski vrt, Rijeka Toeschouwers: 18.000 Scheidsrechter: Alexandru Dan Tudor (ROU) |
| 15 oktober WK-kwalificatie Groep A № 238 «onderlinge duels» 20:00 uur | Mario Mandžukić 27' Eduardo da Silva 58' |       |       | Stadion Gradski vrt, Rijeka Toeschouwers: 18.000 Scheidsrechter: Alexandru Dan Tudor (ROU) |

|                                                        |            |       |                                     |                                                                              |
| 14 november Vriendschappelijk Officieus duel 18:00 uur | Kroatië    | 1 – 1 | Selectie 1. Hrvatska Nogometna Liga | Kantridastadion, Rijeka Toeschouwers: 3.500 Scheidsrechter: Ivan Bebek (CRO) |
| 14 november Vriendschappelijk Officieus duel 18:00 uur | Sammir 48' |       | 25' Andrej Kramarić                 | Kantridastadion, Rijeka Toeschouwers: 3.500 Scheidsrechter: Ivan Bebek (CRO) |

### 2013
|                                                                 |                                                                          |       |            |                                                                                 |
| 6 februari Vriendschappelijk № 239 «onderlinge duels» 15:00 uur | Kroatië                                                                  | 4 – 0 | Zuid-Korea | Craven Cottage, Londen Toeschouwers: 4.000 Scheidsrechter: Michael Oliver (ENG) |
| 6 februari Vriendschappelijk № 239 «onderlinge duels» 15:00 uur | Mario Mandžukić 33' Darijo Srna 41' Nikica Jelavić 57' Mladen Petrić 85' |       |            | Craven Cottage, Londen Toeschouwers: 4.000 Scheidsrechter: Michael Oliver (ENG) |

|                                                                     |                                    |       |        |                                                                                 |
| 22 maart WK-kwalificatie Groep A № 240 «onderlinge duels» 18:00 uur | Kroatië                            | 2 – 0 | Servië | Maksimirstadion, Zagreb Toeschouwers: 35.000 Scheidsrechter: Cüneyt Çakır (TUR) |
| 22 maart WK-kwalificatie Groep A № 240 «onderlinge duels» 18:00 uur | Mario Mandžukić 23' Ivica Olić 37' |       |        | Maksimirstadion, Zagreb Toeschouwers: 35.000 Scheidsrechter: Cüneyt Çakır (TUR) |

|                                                                     |                        |       |                                       |                                                                                |
| 26 maart WK-kwalificatie Groep A № 241 «onderlinge duels» 20:45 uur | Wales                  | 1 – 2 | Kroatië                               | Liberty Stadium, Swansea Toeschouwers: 10.000 Scheidsrechter: Luca Banti (ITA) |
| 26 maart WK-kwalificatie Groep A № 241 «onderlinge duels» 20:45 uur | Gareth Bale 21' (pen.) |       | 77' Dejan Lovren 87' Eduardo da Silva | Liberty Stadium, Swansea Toeschouwers: 10.000 Scheidsrechter: Luca Banti (ITA) |

|                                                                   |         |                      |           |                                                                                    |
| 7 juni WK-kwalificatie Groep A № 242 «onderlinge duels» 20:15 uur | Kroatië | 0 – 1                | Schotland | Maksimirstadion, Zagreb Toeschouwers: 25.000 Scheidsrechter: David Fernández (ESP) |
| 7 juni WK-kwalificatie Groep A № 242 «onderlinge duels» 20:15 uur |         | 26' Robert Snodgrass |           | Maksimirstadion, Zagreb Toeschouwers: 25.000 Scheidsrechter: David Fernández (ESP) |

|                                                              |         |                       |          |                                                                                  |
| 10 juni Vriendschappelijk № 243 «onderlinge duels» 19:30 uur | Kroatië | 0 – 1                 | Portugal | Stade de Genève, Genève Toeschouwers: 13.000 Scheidsrechter: Stefan Studer (SUI) |
| 10 juni Vriendschappelijk № 243 «onderlinge duels» 19:30 uur |         | 36' Cristiano Ronaldo |          | Stade de Genève, Genève Toeschouwers: 13.000 Scheidsrechter: Stefan Studer (SUI) |

|                                                                  |                                            |       |                                                          |                                                                                |
| 14 augustus Vriendschappelijk № 244 «onderlinge duels» 19:30 uur | Liechtenstein                              | 2 – 3 | Kroatië                                                  | Rheinparkstadion, Vaduz Toeschouwers: 2.800 Scheidsrechter: Sascha Amhof (SUI) |
| 14 augustus Vriendschappelijk № 244 «onderlinge duels» 19:30 uur | Mathias Christen 31' Michele Polverino 71' |       | 20' Eduardo da Silva 68' Ante Rebić 86' Eduardo da Silva | Rheinparkstadion, Vaduz Toeschouwers: 2.800 Scheidsrechter: Sascha Amhof (SUI) |

|                                                                        |                         |       |                     |                                                                                   |
| 6 september WK-kwalificatie Groep A № 245 «onderlinge duels» 20:45 uur | Servië                  | 1 – 1 | Kroatië             | Rode Sterstadion, Belgrado Toeschouwers: 35.000 Scheidsrechter: Felix Brych (GER) |
| 6 september WK-kwalificatie Groep A № 245 «onderlinge duels» 20:45 uur | Aleksandar Mitrović 66' |       | 53' Mario Mandžukić | Rode Sterstadion, Belgrado Toeschouwers: 35.000 Scheidsrechter: Felix Brych (GER) |

|                                                                   |                   |       |                                     |                                                                                        |
| 10 september Vriendschappelijk № 246 «onderlinge duels» 13:00 uur | Zuid-Korea        | 1 – 2 | Kroatië                             | Jeonju World Cupstadion, Jeonju Toeschouwers: 30.000 Scheidsrechter: Minoru Tōjō (JPN) |
| 10 september Vriendschappelijk № 246 «onderlinge duels» 13:00 uur | Lee Keun-Ho 90+4' |       | 65' Domagoj Vida 71' Nikola Kalinić | Jeonju World Cupstadion, Jeonju Toeschouwers: 30.000 Scheidsrechter: Minoru Tōjō (JPN) |

|                                                                       |                   |       |                                     |                                                                                |
| 11 oktober WK-kwalificatie Groep A № 247 «onderlinge duels» 18:00 uur | Kroatië           | 1 – 2 | België                              | Maksimirstadion, Zagreb Toeschouwers: 12.000 Scheidsrechter: Howard Webb (ENG) |
| 11 oktober WK-kwalificatie Groep A № 247 «onderlinge duels» 18:00 uur | Niko Kranjčar 83' |       | 15' Romelu Lukaku 38' Romelu Lukaku | Maksimirstadion, Zagreb Toeschouwers: 12.000 Scheidsrechter: Howard Webb (ENG) |

|                                                                       |                                          |       |         |                                                                                 |
| 15 oktober WK-kwalificatie Groep A № 248 «onderlinge duels» 21:00 uur | Schotland                                | 2 – 0 | Kroatië | Hampden Park, Glasgow Toeschouwers: 30.000 Scheidsrechter: Ovidiu Hațegan (ROU) |
| 15 oktober WK-kwalificatie Groep A № 248 «onderlinge duels» 21:00 uur | Robert Snodgrass 28' Steven Naismith 73' |       |         | Hampden Park, Glasgow Toeschouwers: 30.000 Scheidsrechter: Ovidiu Hațegan (ROU) |

|                                                                          |         |       |         |                                                                                        |
| 15 november WK-kwalificatie Play-offs № 249 «onderlinge duels» 20:00 uur | IJsland | 0 – 0 | Kroatië | Laugardalsvöllur, Reykjavik Toeschouwers: 10.000 Scheidsrechter: Alberto Undiano (ESP) |
| 15 november WK-kwalificatie Play-offs № 249 «onderlinge duels» 20:00 uur |         |       |         | Laugardalsvöllur, Reykjavik Toeschouwers: 10.000 Scheidsrechter: Alberto Undiano (ESP) |

|                                                                          |                                     |       |         |                                                                                  |
| 19 november WK-kwalificatie Play-offs № 250 «onderlinge duels» 20:15 uur | Kroatië                             | 2 – 0 | IJsland | Maksimirstadion, Zagreb Toeschouwers: 20.000 Scheidsrechter: Björn Kuipers (NED) |
| 19 november WK-kwalificatie Play-offs № 250 «onderlinge duels» 20:15 uur | Mario Mandžukić 27' Darijo Srna 47' |       |         | Maksimirstadion, Zagreb Toeschouwers: 20.000 Scheidsrechter: Björn Kuipers (NED) |

### 2014
|                                                              |                                 |       |                               |                                                                                         |
| 5 maart Vriendschappelijk № 251 «onderlinge duels» 20:30 uur | Zwitserland                     | 2 – 2 | Kroatië                       | AFG Arena, Sankt Gallen Toeschouwers: 15.000 Scheidsrechter: Miguel Hugo Perreira (POR) |
| 5 maart Vriendschappelijk № 251 «onderlinge duels» 20:30 uur | Josip Drmić 34' Josip Drmić 41' |       | 39' Ivica Olić 54' Ivica Olić | AFG Arena, Sankt Gallen Toeschouwers: 15.000 Scheidsrechter: Miguel Hugo Perreira (POR) |

|                                                             |                                   |       |                    |                                                                                    |
| 31 mei Vriendschappelijk № 252 «onderlinge duels» 16:00 uur | Kroatië                           | 2 – 1 | Mali               | Stadion Gradski vrt, Osijek Toeschouwers: 16.000 Scheidsrechter: István Vad (HUN ) |
| 31 mei Vriendschappelijk № 252 «onderlinge duels» 16:00 uur | Ivan Perišić 15' Ivan Perišić 63' |       | 79' Kalilou Traoré | Stadion Gradski vrt, Osijek Toeschouwers: 16.000 Scheidsrechter: István Vad (HUN ) |

|                                                             |                    |       |           |                                                                                             |
| 6 juni Vriendschappelijk № 253 «onderlinge duels» 18:00 uur | Kroatië            | 1 – 0 | Australië | Estádio de Pituaçu, Salvador Toeschouwers: 8.500 Scheidsrechter: Francisco Nascimento (BRA) |
| 6 juni Vriendschappelijk № 253 «onderlinge duels» 18:00 uur | Nikica Jelavić 58' |       |           | Estádio de Pituaçu, Salvador Toeschouwers: 8.500 Scheidsrechter: Francisco Nascimento (BRA) |

| WK voetbal 2014 |
| --------------- |

|                                                                         |                                        |       |                    | |
| 12 juni WK-eindronde Groep A № 254 «onderlinge duels» 17:00 uur (UTC−3) | Brazilië                               | 3 – 1 | Kroatië            | Novo Estádio do Corinthians, São Paulo Toeschouwers: 62.103 Scheidsrechter: Yuichi Nishimura (JPN) |
| 12 juni WK-eindronde Groep A № 254 «onderlinge duels» 17:00 uur (UTC−3) | Neymar 29' Neymar 71' (pen.) Oscar 90' |       | 11' (e.d.) Marcelo | Novo Estádio do Corinthians, São Paulo Toeschouwers: 62.103 Scheidsrechter: Yuichi Nishimura (JPN) |

|                                                                         |          |                                                                         |         |                                                                                 |
| 18 juni WK-eindronde Groep A № 255 «onderlinge duels» 18:00 uur (UTC−3) | Kameroen | 0 – 4                                                                   | Kroatië | Arena Amazônia, Manaus Toeschouwers: 39.982 Scheidsrechter: Pedro Proença (POR) |
| 18 juni WK-eindronde Groep A № 255 «onderlinge duels» 18:00 uur (UTC−3) |          | 11' Ivica Olić 48' Ivan Perišić 61' Mario Mandžukić 73' Mario Mandžukić |         | Arena Amazônia, Manaus Toeschouwers: 39.982 Scheidsrechter: Pedro Proença (POR) |

|                                                                         |                  |       |                                                             |                                                                                         |
| 23 juni WK-eindronde Groep A № 256 «onderlinge duels» 17:00 uur (UTC−3) | Kroatië          | 1 – 3 | Mexico                                                      | Arena Cidade da Copa, Recife Toeschouwers: 41.212 Scheidsrechter: Ravshan Irmatov (UZB) |
| 23 juni WK-eindronde Groep A № 256 «onderlinge duels» 17:00 uur (UTC−3) | Ivan Perišić 87' |       | 72' Rafael Márquez 75' Andrés Guardado 82' Javier Hernández | Arena Cidade da Copa, Recife Toeschouwers: 41.212 Scheidsrechter: Ravshan Irmatov (UZB) |

|  |  |  |  |  |  |  |  |  |

|                                                                  |                                         |       |        |                                                                                  |
| 4 september Vriendschappelijk № 257 «onderlinge duels» 20:15 uur | Kroatië                                 | 2 – 0 | Cyprus | Stadion Aldo Drosina, Pula Toeschouwers: 6.000 Scheidsrechter: Marco Guida (ITA) |
| 4 september Vriendschappelijk № 257 «onderlinge duels» 20:15 uur | Mario Mandžukić 18' Mario Mandžukić 58' |       |        | Stadion Aldo Drosina, Pula Toeschouwers: 6.000 Scheidsrechter: Marco Guida (ITA) |

|                                                                        |                                     |       |       |                                                                                         |
| 9 september EK-kwalificatie Groep H № 258 «onderlinge duels» 20:45 uur | Kroatië                             | 2 – 0 | Malta | Maksimirstadion, Zagreb Toeschouwers: 12.000 Scheidsrechter: Vladislav Bezborodov (RUS) |
| 9 september EK-kwalificatie Groep H № 258 «onderlinge duels» 20:45 uur | Luka Modrić 46' Andrej Kramarić 81' |       |       | Maksimirstadion, Zagreb Toeschouwers: 12.000 Scheidsrechter: Vladislav Bezborodov (RUS) |

|                                                                       |           |                            |         | |
| 10 oktober EK-kwalificatie Groep H № 259 «onderlinge duels» 20:45 uur | Bulgarije | 0 – 1                      | Kroatië | Vasil Levski Nationaal Stadion, Sofia Toeschouwers: 30.000 Scheidsrechter: Antonio Mateu Lahoz (ESP) |
| 10 oktober EK-kwalificatie Groep H № 259 «onderlinge duels» 20:45 uur |           | 36' (e.d.) Nikolaj Bodurov |         | Vasil Levski Nationaal Stadion, Sofia Toeschouwers: 30.000 Scheidsrechter: Antonio Mateu Lahoz (ESP) |

|                                                                       | |       |              |                                                                                       |
| 13 oktober EK-kwalificatie Groep H № 260 «onderlinge duels» 20:45 uur | Kroatië | 6 – 0 | Azerbeidzjan | Stadion Gradski vrt, Osijek Toeschouwers: 16.000 Scheidsrechter: Stephan Studer (SUI) |
| 13 oktober EK-kwalificatie Groep H № 260 «onderlinge duels» 20:45 uur | Andrej Kramarić 11' Ivan Perišić 34' Ivan Perišić 45' Marcelo Brozović 45+1' Luka Modrić 56' (pen.) Rəşad Sadıqov 61' (e.d.) |       |              | Stadion Gradski vrt, Osijek Toeschouwers: 16.000 Scheidsrechter: Stephan Studer (SUI) |

|                                                                  |                                              |       |                   |                                                                                 |
| 12 november Vriendschappelijk № 261 «onderlinge duels» 20:00 uur | Argentinië                                   | 2 – 1 | Kroatië           | Boleyn Ground, Londen Toeschouwers: 12.000 Scheidsrechter: Andre Marriner (ENG) |
| 12 november Vriendschappelijk № 261 «onderlinge duels» 20:00 uur | Cristian Ansaldi 49' Lionel Messi 57' (pen.) |       | 11' Anas Sharbini | Boleyn Ground, Londen Toeschouwers: 12.000 Scheidsrechter: Andre Marriner (ENG) |

|                                                                        |                      |       |                  |                                                                                         |
| 16 november EK-kwalificatie Groep H № 262 «onderlinge duels» 20:45 uur | Italië               | 1 – 1 | Kroatië          | Stadio Giuseppe Meazza, Milaan Toeschouwers: 63.122 Scheidsrechter: Björn Kuipers (NED) |
| 16 november EK-kwalificatie Groep H № 262 «onderlinge duels» 20:45 uur | Antonio Candreva 11' |       | 15' Ivan Perišić | Stadio Giuseppe Meazza, Milaan Toeschouwers: 63.122 Scheidsrechter: Björn Kuipers (NED) |

### 2015
|                                                                     | |       |                      |                                                                                   |
| 28 maart EK-kwalificatie Groep H № 263 «onderlinge duels» 18:00 uur | Kroatië                                                                                            | 5 – 1 | Noorwegen            | Maksimirstadion, Zagreb Toeschouwers: 23.920 Scheidsrechter: Carlos Velasco (ESP) |
| 28 maart EK-kwalificatie Groep H № 263 «onderlinge duels» 18:00 uur | Marcelo Brozović 30' Ivan Perišić 54' Ivica Olić 65' Gordon Schildenfeld 87' Danijel Pranjić 90+3' |       | 81' Alexander Tettey | Maksimirstadion, Zagreb Toeschouwers: 23.920 Scheidsrechter: Carlos Velasco (ESP) |

|                                                             |                                                                                   |       |           |                                                                              |
| 7 juni Vriendschappelijk № 264 «onderlinge duels» 18:00 uur | Kroatië                                                                           | 4 – 0 | Gibraltar | Varteksstadion, Varaždin Toeschouwers: 7.737 Scheidsrechter: Matej Jug (SLO) |
| 7 juni Vriendschappelijk № 264 «onderlinge duels» 18:00 uur | Anas Sharbini 7' Mateo Kovačić 15' Mario Mandžukić 53' (pen.) Andrej Kramarić 79' |       |           | Varteksstadion, Varaždin Toeschouwers: 7.737 Scheidsrechter: Matej Jug (SLO) |

|                                                                    |                     |       |                             |                                                                            |
| 12 juni EK-kwalificatie Groep H № 265 «onderlinge duels» 20:45 uur | Kroatië             | 1 – 1 | Italië                      | Poljudstadion, Split Toeschouwers: 0 Scheidsrechter: Martin Atkinson (ENG) |
| 12 juni EK-kwalificatie Groep H № 265 «onderlinge duels» 20:45 uur | Mario Mandžukić 11' |       | 36' (pen.) Antonio Candreva | Poljudstadion, Split Toeschouwers: 0 Scheidsrechter: Martin Atkinson (ENG) |

|                                                                        |              |       |         |                                                                             |
| 3 september EK-kwalificatie Groep H № 266 «onderlinge duels» 18:00 uur | Azerbeidzjan | 0 – 0 | Kroatië | Bakcell Arena, Bakoe Toeschouwers: 9.500 Scheidsrechter: Ruddy Buquet (FRA) |
| 3 september EK-kwalificatie Groep H № 266 «onderlinge duels» 18:00 uur |              |       |         | Bakcell Arena, Bakoe Toeschouwers: 9.500 Scheidsrechter: Ruddy Buquet (FRA) |

|                                                                        |                                       |       |         |                                                                                |
| 6 september EK-kwalificatie Groep H № 267 «onderlinge duels» 18:00 uur | Noorwegen                             | 2 – 0 | Kroatië | Ullevaalstadion, Oslo Toeschouwers: 26.751 Scheidsrechter: Viktor Kassai (HUN) |
| 6 september EK-kwalificatie Groep H № 267 «onderlinge duels» 18:00 uur | Jo Inge Berget 51' Jo Inge Berget 69' |       |         | Ullevaalstadion, Oslo Toeschouwers: 26.751 Scheidsrechter: Viktor Kassai (HUN) |

|                                                                       |                                                     |       |           |                                                                                 |
| 10 oktober EK-kwalificatie Groep H № 268 «onderlinge duels» 20:45 uur | Kroatië                                             | 3 – 0 | Bulgarije | Maksimirstadion, Zagreb Toeschouwers: 0 Scheidsrechter: Artur Soares Dias (POR) |
| 10 oktober EK-kwalificatie Groep H № 268 «onderlinge duels» 20:45 uur | Ivan Perišić 2' Ivan Rakitić 42' Nikola Kalinić 81' |       |           | Maksimirstadion, Zagreb Toeschouwers: 0 Scheidsrechter: Artur Soares Dias (POR) |

|                                                                       |       |                  |         |                                                                                    |
| 13 oktober EK-kwalificatie Groep H № 269 «onderlinge duels» 20:45 uur | Malta | 0 – 1            | Kroatië | Ta' Qalistadion, Ta' Qali Toeschouwers: 5.825 Scheidsrechter: Andre Marriner (ENG) |
| 13 oktober EK-kwalificatie Groep H № 269 «onderlinge duels» 20:45 uur |       | 25' Ivan Perišić |         | Ta' Qalistadion, Ta' Qali Toeschouwers: 5.825 Scheidsrechter: Andre Marriner (ENG) |

|                                                                          |                   |       |                                                             |                                                                 |
| 17 november Vriendschappelijk № 270 «onderlinge duels» 17:00 uur (UTC+1) | Rusland           | 1 – 3 | Kroatië                                                     | Olimp-2, Rostov aan de Don Scheidsrechter: Clément Turpin (FRA) |
| 17 november Vriendschappelijk № 270 «onderlinge duels» 17:00 uur (UTC+1) | Fjodor Smolov 14' |       | 57' Nikola Kalinić 59' Marcelo Brozović 83' Mario Mandžukić | Olimp-2, Rostov aan de Don Scheidsrechter: Clément Turpin (FRA) |

### 2016
|                                                               |                                      |       |        |                                                                                   |
| 23 maart Vriendschappelijk № 271 «onderlinge duels» 18:00 uur | Kroatië                              | 2 – 0 | Israël | Stadion Gradski vrt, Osijek Toeschouwers: 10.545 Scheidsrechter: István Vad (HUN) |
| 23 maart Vriendschappelijk № 271 «onderlinge duels» 18:00 uur | Ivan Perišić 4' Marcelo Brozović 34' |       |        | Stadion Gradski vrt, Osijek Toeschouwers: 10.545 Scheidsrechter: István Vad (HUN) |

|                                                               |                      |       |                     |                                                                                    |
| 26 maart Vriendschappelijk № 272 «onderlinge duels» 18:00 uur | Hongarije            | 1 – 1 | Kroatië             | Groupama Arena, Boedapest Toeschouwers: 20.300 Scheidsrechter: Radek Příhoda (CZE) |
| 26 maart Vriendschappelijk № 272 «onderlinge duels» 18:00 uur | Balázs Dzsudzsák 79' |       | 18' Mario Mandžukić | Groupama Arena, Boedapest Toeschouwers: 20.300 Scheidsrechter: Radek Příhoda (CZE) |

|                                                   |                    |       |          |                                                                                     |
| 27 mei Vriendschappelijk № 273 «onderlinge duels» | Kroatië            | 1 – 0 | Moldavië | Gradski Stadion, Koprivnica Toeschouwers: 4.500 Scheidsrechter: Ognjen Valjić (BIH) |
| 27 mei Vriendschappelijk № 273 «onderlinge duels» | Andrej Kramarić 9' |       |          | Gradski Stadion, Koprivnica Toeschouwers: 4.500 Scheidsrechter: Ognjen Valjić (BIH) |

|                                                   | |        |            |                                                                                 |
| 4 juni Vriendschappelijk № 274 «onderlinge duels» | Kroatië | 10 – 0 | San Marino | Stadion Rujevica, Rijeka Toeschouwers: 3.603 Scheidsrechter: Mitja Žganec (SLO) |
| 4 juni Vriendschappelijk № 274 «onderlinge duels» | Marko Pjaca 20' Mario Mandžukić 23' Darijo Srna 24' Mario Mandžukić 36' Mario Mandžukić 38' Ivan Perišić 40' Ivan Rakitić 50' Nikola Kalinić 59' Nikola Kalinić 73' Nikola Kalinić 84' |        |            | Stadion Rujevica, Rijeka Toeschouwers: 3.603 Scheidsrechter: Mitja Žganec (SLO) |

| EK 2016 |
| ------- |

|                                                            |         |                 |         |                                                                                    |
| 12 juni EK 2016 Groep D № 275 «onderlinge duels» 15:00 uur | Turkije | 0 – 1           | Kroatië | Parc des Princes, Parijs Toeschouwers: 43.842 Scheidsrechter: Jonas Eriksson (SWE) |
| 12 juni EK 2016 Groep D № 275 «onderlinge duels» 15:00 uur |         | 42' Luka Modrić |         | Parc des Princes, Parijs Toeschouwers: 43.842 Scheidsrechter: Jonas Eriksson (SWE) |

|                                                            |                                          |       |                                   | |
| 17 juni EK 2016 Groep D № 276 «onderlinge duels» 18:00 uur | Tsjechië                                 | 2 – 2 | Kroatië                           | Stade Geoffroy-Guichard, Saint-Étienne Toeschouwers: 38.376 Scheidsrechter: Mark Clattenburg (ENG) |
| 17 juni EK 2016 Groep D № 276 «onderlinge duels» 18:00 uur | Milan Škoda 75' Tomáš Necid 90+3' (pen.) |       | 37' Ivan Perišić 59' Ivan Rakitić | Stade Geoffroy-Guichard, Saint-Étienne Toeschouwers: 38.376 Scheidsrechter: Mark Clattenburg (ENG) |

|                                                            |                                     |       |                  |                                                                                           |
| 21 juni EK 2016 Groep D № 277 «onderlinge duels» 21:00 uur | Kroatië                             | 2 – 1 | Spanje           | Nouveau Stade Bordeaux, Bordeaux Toeschouwers: 37.245 Scheidsrechter: Björn Kuipers (NED) |
| 21 juni EK 2016 Groep D № 277 «onderlinge duels» 21:00 uur | Nikola Kalinić 45' Ivan Perišić 87' |       | 7' Álvaro Morata | Nouveau Stade Bordeaux, Bordeaux Toeschouwers: 37.245 Scheidsrechter: Björn Kuipers (NED) |

|                                                                   |         |                       |          |                                                                                        |
| 25 juni EK 2016 Achtste finale № 278 «onderlinge duels» 21:00 uur | Kroatië | 0 – 1 (n.v.)          | Portugal | Stade Bollaert-Delelis, Lens Toeschouwers: 33.523 Scheidsrechter: Carlos Velasco (ESP) |
| 25 juni EK 2016 Achtste finale № 278 «onderlinge duels» 21:00 uur |         | 117' Ricardo Quaresma |          | Stade Bollaert-Delelis, Lens Toeschouwers: 33.523 Scheidsrechter: Carlos Velasco (ESP) |

|  |  |  |  |  |  |  |  |  |

|                                                                        |                         |       |                        |                                                                                |
| 5 september WK-kwalificatie Groep I № 279 «onderlinge duels» 20:45 uur | Kroatië                 | 1 – 1 | Turkije                | Maksimirstadion, Zagreb Toeschouwers: 0 Scheidsrechter: Szymon Marciniak (POL) |
| 5 september WK-kwalificatie Groep I № 279 «onderlinge duels» 20:45 uur | Ivan Rakitić 44' (pen.) |       | 45+3' Hakan Çalhanoğlu | Maksimirstadion, Zagreb Toeschouwers: 0 Scheidsrechter: Szymon Marciniak (POL) |

|                                                                      |        | |         |                                                                                        |
| 6 oktober WK-kwalificatie Groep I № 280 «onderlinge duels» 20:45 uur | Kosovo | 0 – 6 | Kroatië | Loro Boriçistadion, Shkodër Toeschouwers: 12.000 Scheidsrechter: David Fernández (ESP) |
| 6 oktober WK-kwalificatie Groep I № 280 «onderlinge duels» 20:45 uur |        | 6' Mario Mandžukić 24' Mario Mandžukić 35' Mario Mandžukić 53' Domagoj Vida 68' Matej Mitrović 90+2' Nikola Kalinić |         | Loro Boriçistadion, Shkodër Toeschouwers: 12.000 Scheidsrechter: David Fernández (ESP) |

|                                                                      |         |                     |         |                                                                                 |
| 9 oktober WK-kwalificatie Groep I № 281 «onderlinge duels» 20:45 uur | Finland | 0 – 1               | Kroatië | Ratina Stadion, Tampere Toeschouwers: 15.567 Scheidsrechter: Ruddy Buquet (FRA) |
| 9 oktober WK-kwalificatie Groep I № 281 «onderlinge duels» 20:45 uur |         | 18' Mario Mandžukić |         | Ratina Stadion, Tampere Toeschouwers: 15.567 Scheidsrechter: Ruddy Buquet (FRA) |

|                                                                        |                                             |       |         |                                                                               |
| 12 november WK-kwalificatie Groep I № 282 «onderlinge duels» 20:45 uur | Kroatië                                     | 2 – 0 | IJsland | Maksimirstadion, Zagreb Toeschouwers: 0 Scheidsrechter: Gianluca Rocchi (ITA) |
| 12 november WK-kwalificatie Groep I № 282 «onderlinge duels» 20:45 uur | Marcelo Brozović 15' Marcelo Brozović 90+1' |       |         | Maksimirstadion, Zagreb Toeschouwers: 0 Scheidsrechter: Gianluca Rocchi (ITA) |

|                                                                  |               |                                                     |         |                                                                                   |
| 15 november Vriendschappelijk № 283 «onderlinge duels» 20:45 uur | Noord-Ierland | 0 – 3                                               | Kroatië | Windsor Park, Belfast Toeschouwers: 17.000 Scheidsrechter: Mark Clattenburg (ENG) |
| 15 november Vriendschappelijk № 283 «onderlinge duels» 20:45 uur |               | 9' Mario Mandžukić 35' Duje Čop 67' Andrej Kramarić |         | Windsor Park, Belfast Toeschouwers: 17.000 Scheidsrechter: Mark Clattenburg (ENG) |

### 2017
|                                                                 |                                                            |       |                                           |                                                                                 |
| 11 januari Vriendschappelijk № 284 «onderlinge duels» 19:30 uur | Chili                                                      | 1 – 1 | Kroatië                                   | Guangxi-sportcentrum, Nanning Toeschouwers: 6.686 Scheidsrechter: Fu Ming (CHN) |
| 11 januari Vriendschappelijk № 284 «onderlinge duels» 19:30 uur | César Pinares 18'                                          |       | 76' Franko Andrijašević                   | Guangxi-sportcentrum, Nanning Toeschouwers: 6.686 Scheidsrechter: Fu Ming (CHN) |
| 11 januari Vriendschappelijk № 284 «onderlinge duels» 19:30 uur | Strafschoppen                                              |       |                                           | Guangxi-sportcentrum, Nanning Toeschouwers: 6.686 Scheidsrechter: Fu Ming (CHN) |
| 11 januari Vriendschappelijk № 284 «onderlinge duels» 19:30 uur | Eduardo Vargas Pablo Galdames Millán Jean Beausejour Ramos | 4–1   | Josip Pivarić Domagoj Antolić Mirko Marić | Guangxi-sportcentrum, Nanning Toeschouwers: 6.686 Scheidsrechter: Fu Ming (CHN) |

|                                                                      |                                                                |       |                                                                          |                                                                                       |
| 14 januari China Cup Troostfinale № 285 «onderlinge duels» 14:30 uur | China                                                          | 1 – 1 | Kroatië                                                                  | Guangxi-sportcentrum, Nanning Toeschouwers: 25.576 Scheidsrechter: Ko Hyung-jin (KOR) |
| 14 januari China Cup Troostfinale № 285 «onderlinge duels» 14:30 uur | Wang Jingbin 89'                                               |       | 36' Luka Ivanušec                                                        | Guangxi-sportcentrum, Nanning Toeschouwers: 25.576 Scheidsrechter: Ko Hyung-jin (KOR) |
| 14 januari China Cup Troostfinale № 285 «onderlinge duels» 14:30 uur | Strafschoppen                                                  |       |                                                                          | Guangxi-sportcentrum, Nanning Toeschouwers: 25.576 Scheidsrechter: Ko Hyung-jin (KOR) |
| 14 januari China Cup Troostfinale № 285 «onderlinge duels» 14:30 uur | Yin Hongbo Chi Zhongguo Fan Xiaodong Wang Jingbin Wang Jinxian | 4–3   | Josip Pivarić Filip Ozobić Antonio Perošević Josip Juranović Josip Mišić | Guangxi-sportcentrum, Nanning Toeschouwers: 25.576 Scheidsrechter: Ko Hyung-jin (KOR) |

|                                                                     |                    |       |          |                                                                                  |
| 24 maart WK-kwalificatie Groep I № 286 «onderlinge duels» 20:45 uur | Kroatië            | 1 – 0 | Oekraïne | Maksimirstadion, Zagreb Toeschouwers: 27.351 Scheidsrechter: Antonio Mateu (ESP) |
| 24 maart WK-kwalificatie Groep I № 286 «onderlinge duels» 20:45 uur | Nikola Kalinić 38' |       |          | Maksimirstadion, Zagreb Toeschouwers: 27.351 Scheidsrechter: Antonio Mateu (ESP) |

|                                                               |                                                         |       |         |                                                                                     |
| 28 maart Vriendschappelijk № 287 «onderlinge duels» 18:00 uur | Estland                                                 | 3 – 0 | Kroatië | A. Le Coq Arena, Tallinn Toeschouwers: 4.987 Scheidsrechter: Mark Clattenburg (ENG) |
| 28 maart Vriendschappelijk № 287 «onderlinge duels» 18:00 uur | Siim Luts 1' Konstantin Vassiljev 81' Sergei Zenjov 84' |       |         | A. Le Coq Arena, Tallinn Toeschouwers: 4.987 Scheidsrechter: Mark Clattenburg (ENG) |

|                                                             |                      |       |                             |                                                                                               |
| 27 mei Vriendschappelijk № 288 «onderlinge duels» 20:30 uur | Mexico               | 1 – 2 | Kroatië                     | LA Memorial Coliseum, Los Angeles Toeschouwers: 62.317 Scheidsrechter: Baldomero Toledo (USA) |
| 27 mei Vriendschappelijk № 288 «onderlinge duels» 20:30 uur | Javier Hernández 87' |       | 36' Duje Čop 37' Fran Tudor | LA Memorial Coliseum, Los Angeles Toeschouwers: 62.317 Scheidsrechter: Baldomero Toledo (USA) |

|                                                                    |                      |       |         |                                                                                                |
| 11 juni WK-kwalificatie Groep I № 289 «onderlinge duels» 20:45 uur | IJsland              | 1 – 0 | Kroatië | Laugardalsvöllur, Reykjavík Toeschouwers: 9.775 Scheidsrechter: Alberto Undiano Mallenco (ESP) |
| 11 juni WK-kwalificatie Groep I № 289 «onderlinge duels» 20:45 uur | Hörður Magnússon 90' |       |         | Laugardalsvöllur, Reykjavík Toeschouwers: 9.775 Scheidsrechter: Alberto Undiano Mallenco (ESP) |

|                                                                        |                  |       |        |                                                                                      |
| 3 september WK-kwalificatie Groep I № 290 «onderlinge duels» 20:45 uur | Kroatië          | 1 – 0 | Kosovo | Maksimirstadion, Zagreb Toeschouwers: 6.838 Scheidsrechter: Stefan Johannesson (SWE) |
| 3 september WK-kwalificatie Groep I № 290 «onderlinge duels» 20:45 uur | Domagoj Vida 74' |       |        | Maksimirstadion, Zagreb Toeschouwers: 6.838 Scheidsrechter: Stefan Johannesson (SWE) |

|                                                                        |                |       |         |                                                                                           |
| 5 september WK-kwalificatie Groep I № 291 «onderlinge duels» 20:45 uur | Turkije        | 1 – 0 | Kroatië | Yeni Eskişehirstadion, Eskişehir Toeschouwers: 33.000 Scheidsrechter: Viktor Kassai (HUN) |
| 5 september WK-kwalificatie Groep I № 291 «onderlinge duels» 20:45 uur | Cenk Tosun 75' |       |         | Yeni Eskişehirstadion, Eskişehir Toeschouwers: 33.000 Scheidsrechter: Viktor Kassai (HUN) |

|                                                                      |                     |       |                |                                                                                     |
| 6 oktober WK-kwalificatie Groep I № 292 «onderlinge duels» 20:45 uur | Kroatië             | 1 – 1 | Finland        | Stadion Rujevica, Rijeka Toeschouwers: 7.578 Scheidsrechter: Daniel Stefanski (POL) |
| 6 oktober WK-kwalificatie Groep I № 292 «onderlinge duels» 20:45 uur | Mario Mandžukić 57' |       | 90' Pyry Soiri | Stadion Rujevica, Rijeka Toeschouwers: 7.578 Scheidsrechter: Daniel Stefanski (POL) |

|                                                                      |          |                                         |         |                                                                              |
| 9 oktober WK-kwalificatie Groep I № 293 «onderlinge duels» 20:45 uur | Oekraïne | 0 – 2                                   | Kroatië | NSK Olimpiejsky, Kiev Toeschouwers: 68.000 Scheidsrechter: Felix Brych (GER) |
| 9 oktober WK-kwalificatie Groep I № 293 «onderlinge duels» 20:45 uur |          | 62' Andrej Kramarić 70' Andrej Kramarić |         | NSK Olimpiejsky, Kiev Toeschouwers: 68.000 Scheidsrechter: Felix Brych (GER) |

|                                                                         |                                                                                |       |                               |                                                                                    |
| 9 november WK-kwalificatie Play-offs № 294 «onderlinge duels» 20:45 uur | Kroatië                                                                        | 4 – 1 | Griekenland                   | Maksimirstadion, Zagreb Toeschouwers: 30.013 Scheidsrechter: Gianluca Rocchi (ITA) |
| 9 november WK-kwalificatie Play-offs № 294 «onderlinge duels» 20:45 uur | Luka Modrić 13' (pen.) Nikola Kalinić 19' Ivan Perišić 33' Andrej Kramarić 49' |       | 30' Sokratis Papastathopoulos | Maksimirstadion, Zagreb Toeschouwers: 30.013 Scheidsrechter: Gianluca Rocchi (ITA) |

|                                                                          |             |       |         |                                                                                               |
| 12 november WK-kwalificatie Play-offs № 295 «onderlinge duels» 20:45 uur | Griekenland | 0 – 0 | Kroatië | Georgios Karaiskákisstadion, Piraeus Toeschouwers: 18.667 Scheidsrechter: Björn Kuipers (NED) |
| 12 november WK-kwalificatie Play-offs № 295 «onderlinge duels» 20:45 uur |             |       |         | Georgios Karaiskákisstadion, Piraeus Toeschouwers: 18.667 Scheidsrechter: Björn Kuipers (NED) |

### 2018
|                                                               |                                      |       |         |                                                                                           |
| 23 maart Vriendschappelijk № 296 «onderlinge duels» 21:30 uur | Peru                                 | 2 – 0 | Kroatië | Hard Rock Stadium, Miami Gardens Toeschouwers: 52.500 Scheidsrechter: Ismail Elfath (USA) |
| 23 maart Vriendschappelijk № 296 «onderlinge duels» 21:30 uur | André Carrillo 12' Édison Flores 48' |       |         | Hard Rock Stadium, Miami Gardens Toeschouwers: 52.500 Scheidsrechter: Ismail Elfath (USA) |

|                                                               |        |                         |         |                                                                                  |
| 27 maart Vriendschappelijk № 297 «onderlinge duels» 21:00 uur | Mexico | 0 – 1                   | Kroatië | AT&T Stadium, Arlington Toeschouwers: 79.128 Scheidsrechter: Mario Escobar (GUA) |
| 27 maart Vriendschappelijk № 297 «onderlinge duels» 21:00 uur |        | 62' (pen.) Ivan Rakitić |         | AT&T Stadium, Arlington Toeschouwers: 79.128 Scheidsrechter: Mario Escobar (GUA) |

|                                                             |                                |       |         |                                                                                   |
| 3 juni Vriendschappelijk № 298 «onderlinge duels» 16:00 uur | Brazilië                       | 2 – 0 | Kroatië | Anfield Road, Liverpool Toeschouwers: 54.000 Scheidsrechter: Michael Oliver (ENG) |
| 3 juni Vriendschappelijk № 298 «onderlinge duels» 16:00 uur | Neymar 69' Roberto Firmino 90' |       |         | Anfield Road, Liverpool Toeschouwers: 54.000 Scheidsrechter: Michael Oliver (ENG) |

|                                                             |                                      |       |                  |                                                                                    |
| 8 juni Vriendschappelijk № 299 «onderlinge duels» 18:00 uur | Kroatië                              | 2 – 1 | Senegal          | Stadion Gradski vrt, Osijek Toeschouwers: 15.998 Scheidsrechter: Ádám Farkas (HUN) |
| 8 juni Vriendschappelijk № 299 «onderlinge duels» 18:00 uur | Ivan Perišić 63' Andrej Kramarić 78' |       | 48' Ismaïla Sarr | Stadion Gradski vrt, Osijek Toeschouwers: 15.998 Scheidsrechter: Ádám Farkas (HUN) |

| WK 2018 |
| ------- |

|                                                                    |                                                    |       |         |                                                                                    |
| 16 juni WK 2018 Groep D № 300 «onderlinge duels» 21:00 uur (UTC+2) | Kroatië                                            | 2 – 0 | Nigeria | Arena Baltika, Kaliningrad Toeschouwers: 31.136 Scheidsrechter: Sandro Ricci (BRA) |
| 16 juni WK 2018 Groep D № 300 «onderlinge duels» 21:00 uur (UTC+2) | Oghenekaro Etebo 32' (e.d.) Luka Modrić 71' (pen.) |       |         | Arena Baltika, Kaliningrad Toeschouwers: 31.136 Scheidsrechter: Sandro Ricci (BRA) |

|                                                                    |            |                                                   |         |                                                                                             |
| 21 juni WK 2018 Groep D № 301 «onderlinge duels» 20:00 uur (UTC+3) | Argentinië | 0 – 3                                             | Kroatië | Strelka Stadium, Nizjni Novgorod Toeschouwers: 43.319 Scheidsrechter: Ravshan Irmatov (UZB) |
| 21 juni WK 2018 Groep D № 301 «onderlinge duels» 20:00 uur (UTC+3) |            | 53' Ante Rebić 80' Luka Modrić 90+1' Ivan Rakitić |         | Strelka Stadium, Nizjni Novgorod Toeschouwers: 43.319 Scheidsrechter: Ravshan Irmatov (UZB) |

|                                                                    |                             |       |                                   |                                                                                          |
| 26 juni WK 2018 Groep D № 302 «onderlinge duels» 20:00 uur (UTC+3) | IJsland                     | 1 – 2 | Kroatië                           | Rostov Arena, Rostov aan de Don Toeschouwers: 43.472 Scheidsrechter: Antonio Mateu (ESP) |
| 26 juni WK 2018 Groep D № 302 «onderlinge duels» 20:00 uur (UTC+3) | Gylfi Sigurðsson 76' (pen.) |       | 53' Milan Badelj 90' Ivan Perišić | Rostov Arena, Rostov aan de Don Toeschouwers: 43.472 Scheidsrechter: Antonio Mateu (ESP) |

|                                                                  |                                                                     |              |                                                                                  |                                                                                          |
| 1 juli WK 2018 Achtste finale № 303 «onderlinge duels» 20:00 uur | Kroatië                                                             | 1 – 1 (n.v.) | Denemarken                                                                       | Strelkastadion, Nizjni Novgorod Toeschouwers: 40.851 Scheidsrechter: Néstor Pitana (ARG) |
| 1 juli WK 2018 Achtste finale № 303 «onderlinge duels» 20:00 uur | Mario Mandžukić 4'                                                  |              | 1' Mathias Jørgensen                                                             | Strelkastadion, Nizjni Novgorod Toeschouwers: 40.851 Scheidsrechter: Néstor Pitana (ARG) |
| 1 juli WK 2018 Achtste finale № 303 «onderlinge duels» 20:00 uur | Strafschoppen                                                       |              |                                                                                  | Strelkastadion, Nizjni Novgorod Toeschouwers: 40.851 Scheidsrechter: Néstor Pitana (ARG) |
| 1 juli WK 2018 Achtste finale № 303 «onderlinge duels» 20:00 uur | Milan Badelj Andrej Kramarić Luka Modrić Josip Pivarić Ivan Rakitić | 3 – 2        | Christian Eriksen Simon Kjaer Michael Krohn-Dehli Lasse Schöne Nicolai Jørgensen | Strelkastadion, Nizjni Novgorod Toeschouwers: 40.851 Scheidsrechter: Néstor Pitana (ARG) |

|                                                               |                                                                                 |              |                                                                      |                                                                                         |
| 7 juli WK 2018 Kwartfinale № 304 «onderlinge duels» 20:00 uur | Rusland                                                                         | 2 – 2 (n.v.) | Kroatië                                                              | Olympisch Stadion Fisjt, Sotsji Toeschouwers: 44.287 Scheidsrechter: Sandro Ricci (BRA) |
| 7 juli WK 2018 Kwartfinale № 304 «onderlinge duels» 20:00 uur | Denis Tsjerysjev 31' Mário Fernandes 115'                                       |              | 39' Andrej Kramarić 101' Domagoj Vida                                | Olympisch Stadion Fisjt, Sotsji Toeschouwers: 44.287 Scheidsrechter: Sandro Ricci (BRA) |
| 7 juli WK 2018 Kwartfinale № 304 «onderlinge duels» 20:00 uur | Strafschoppen                                                                   |              |                                                                      | Olympisch Stadion Fisjt, Sotsji Toeschouwers: 44.287 Scheidsrechter: Sandro Ricci (BRA) |
| 7 juli WK 2018 Kwartfinale № 304 «onderlinge duels» 20:00 uur | Fjodor Smolov Alan Dzagojev Mário Fernandes Sergej Ignasjevitsj Daler Koezjajev | 3 – 4        | Marcelo Brozović Mateo Kovačić Luka Modrić Domagoj Vida Ivan Rakitić | Olympisch Stadion Fisjt, Sotsji Toeschouwers: 44.287 Scheidsrechter: Sandro Ricci (BRA) |

|                                                                 |                                       |              |                    |                                                                                             |
| 11 juli WK 2018 Halve finale № 305 «onderlinge duels» 20:00 uur | Kroatië                               | 2 – 1 (n.v.) | Engeland           | Olympisch Stadion Loezjniki, Moskou Toeschouwers: 78.011 Scheidsrechter: Cüneyt Çakır (TUR) |
| 11 juli WK 2018 Halve finale № 305 «onderlinge duels» 20:00 uur | Ivan Perišić 68' Mario Mandžukić 109' |              | 5' Kieran Trippier | Olympisch Stadion Loezjniki, Moskou Toeschouwers: 78.011 Scheidsrechter: Cüneyt Çakır (TUR) |

|                                                           |                                                                                          |       |                                      |                                                                                              |
| 15 juli WK 2018 Finale № 306 «onderlinge duels» 18:00 uur | Frankrijk                                                                                | 4 – 2 | Kroatië                              | Olympisch Stadion Loezjniki, Moskou Toeschouwers: 78.011 Scheidsrechter: Néstor Pitana (ARG) |
| 15 juli WK 2018 Finale № 306 «onderlinge duels» 18:00 uur | Mario Mandžukić 18' (e.d.) Antoine Griezmann 38' (pen.) Paul Pogba 59' Kylian Mbappé 65' |       | 28' Ivan Perišić 69' Mario Mandžukić | Olympisch Stadion Loezjniki, Moskou Toeschouwers: 78.011 Scheidsrechter: Néstor Pitana (ARG) |

|  |  |  |  |  |  |  |  |  |

|                                                                  |          |       |                  |                                                                                  |
| 6 september Vriendschappelijk № 307 «onderlinge duels» 20:45 uur | Portugal | 1 – 1 | Kroatië          | Estádio Algarve, Loulé Toeschouwers: 26.356 Scheidsrechter: Xavier Estrada (ESP) |
| 6 september Vriendschappelijk № 307 «onderlinge duels» 20:45 uur | Pepe 32' |       | 18' Ivan Perišić | Estádio Algarve, Loulé Toeschouwers: 26.356 Scheidsrechter: Xavier Estrada (ESP) |

|                                                                              |                                                                                                  |       |         |                                                                                                 |
| 11 september UEFA Nations League Groep A4 № 308 «onderlinge duels» 20:45 uur | Spanje                                                                                           | 6 – 0 | Kroatië | Estadio Manuel Martínez Valero, Elche Toeschouwers: 26.900 Scheidsrechter: Benoît Bastien (FRA) |
| 11 september UEFA Nations League Groep A4 № 308 «onderlinge duels» 20:45 uur | Saúl Ñíguez 24' Marco Asensio 33' Lovre Kalinić 35' (e.d.) Rodrigo 49' Sergio Ramos 57' Isco 70' |       |         | Estadio Manuel Martínez Valero, Elche Toeschouwers: 26.900 Scheidsrechter: Benoît Bastien (FRA) |

|                                                                            |         |       |          |                                                                            |
| 12 oktober UEFA Nations League Groep A4 № 309 «onderlinge duels» 20:45 uur | Kroatië | 0 – 0 | Engeland | Stadion Rujevica, Rijeka Toeschouwers: 0 Scheidsrechter: Felix Brych (GER) |
| 12 oktober UEFA Nations League Groep A4 № 309 «onderlinge duels» 20:45 uur |         |       |          | Stadion Rujevica, Rijeka Toeschouwers: 0 Scheidsrechter: Felix Brych (GER) |

|                                                                 |                                     |       |                  |                                                                                      |
| 15 oktober Vriendschappelijk № 310 «onderlinge duels» 20:45 uur | Kroatië                             | 2 – 1 | Jordanië         | Stadion Rujevica, Rijeka Toeschouwers: 4.800 Scheidsrechter: Sándor Andó-Szabó (HUN) |
| 15 oktober Vriendschappelijk № 310 «onderlinge duels» 20:45 uur | Domagoj Vida 24' Matej Mitrović 62' |       | 73' Baha' Faisal | Stadion Rujevica, Rijeka Toeschouwers: 4.800 Scheidsrechter: Sándor Andó-Szabó (HUN) |

|                                                                             |                                                     |       |                                           |                                                                                      |
| 15 november UEFA Nations League Groep A4 № 311 «onderlinge duels» 20:45 uur | Kroatië                                             | 3 – 2 | Spanje                                    | Maksimirstadion, Zagreb Toeschouwers: 33.018 Scheidsrechter: Aleksej Koelbakov (BLR) |
| 15 november UEFA Nations League Groep A4 № 311 «onderlinge duels» 20:45 uur | Andrej Kramarić 54' Tin Jedvaj 69' Tin Jedvaj 90+3' |       | 56' Dani Ceballos 78' (pen.) Sergio Ramos | Maksimirstadion, Zagreb Toeschouwers: 33.018 Scheidsrechter: Aleksej Koelbakov (BLR) |

|                                                                             |                                  |       |                     |                                                                                            |
| 18 november UEFA Nations League Groep A4 № 312 «onderlinge duels» 15:00 uur | Engeland                         | 2 – 1 | Kroatië             | Wembley Stadium, Londen Toeschouwers: 78.221 Scheidsrechter: Anastasios Sidiropoulos (GRE) |
| 18 november UEFA Nations League Groep A4 № 312 «onderlinge duels» 15:00 uur | Jesse Lingard 78' Harry Kane 85' |       | 57' Andrej Kramarić | Wembley Stadium, Londen Toeschouwers: 78.221 Scheidsrechter: Anastasios Sidiropoulos (GRE) |

### 2019
|                                                                     |                                       |       |                    |                                                                                   |
| 21 maart EK-kwalificatie Groep E № 313 «onderlinge duels» 20:45 uur | Kroatië                               | 2 – 1 | Azerbeidzjan       | Maksimirstadion, Zagreb Toeschouwers: 23.146 Scheidsrechter: Georgi Kabakov (BUL) |
| 21 maart EK-kwalificatie Groep E № 313 «onderlinge duels» 20:45 uur | Borna Barišić 44' Andrej Kramarić 79' |       | 19' Ramil Şeydayev | Maksimirstadion, Zagreb Toeschouwers: 23.146 Scheidsrechter: Georgi Kabakov (BUL) |

|                                                                     |                                 |       |                |                                                                                     |
| 24 maart EK-kwalificatie Groep E № 314 «onderlinge duels» 18:00 uur | Hongarije                       | 2 – 1 | Kroatië        | Groupama Arena, Boedapest Toeschouwers: 19.400 Scheidsrechter: William Collum (SCO) |
| 24 maart EK-kwalificatie Groep E № 314 «onderlinge duels» 18:00 uur | Ádám Szalai 34' Máté Pátkai 76' |       | 13' Ante Rebić | Groupama Arena, Boedapest Toeschouwers: 19.400 Scheidsrechter: William Collum (SCO) |

|                                                                   |                                            |       |                  |                                                                                      |
| 8 juni EK-kwalificatie Groep E № 315 «onderlinge duels» 15:00 uur | Kroatië                                    | 2 – 1 | Wales            | Stadion Gradski vrt, Osijek Toeschouwers: 17.061 Scheidsrechter: István Kovács (ROU) |
| 8 juni EK-kwalificatie Groep E № 315 «onderlinge duels» 15:00 uur | James Lawrence 17' (e.d.) Ivan Perišić 48' |       | 77' David Brooks | Stadion Gradski vrt, Osijek Toeschouwers: 17.061 Scheidsrechter: István Kovács (ROU) |

|                                                              |                    |       |                                |                                                                                     |
| 11 juni Vriendschappelijk № 316 «onderlinge duels» 20:45 uur | Kroatië            | 1 – 2 | Tunesië                        | Varteksstadion, Varaždin Toeschouwers: 8.036 Scheidsrechter: Daniel Stefański (POL) |
| 11 juni Vriendschappelijk № 316 «onderlinge duels» 20:45 uur | Bruno Petković 47' |       | 16' Anice Badri 70' Naïm Sliti | Varteksstadion, Varaždin Toeschouwers: 8.036 Scheidsrechter: Daniel Stefański (POL) |

|                                                                        |           |                                                                        |         |                                                                                            |
| 6 september EK-kwalificatie Groep E № 317 «onderlinge duels» 20:45 uur | Slowakije | 0 – 4                                                                  | Kroatië | Štadión Antona Malatinského, Trnava Toeschouwers: 18.098 Scheidsrechter: Felix Brych (GER) |
| 6 september EK-kwalificatie Groep E № 317 «onderlinge duels» 20:45 uur |           | 45' Nikola Vlašić 46' Ivan Perišić 72' Bruno Petković 89' Dejan Lovren |         | Štadión Antona Malatinského, Trnava Toeschouwers: 18.098 Scheidsrechter: Felix Brych (GER) |

|                                                                        |                      |       |                        |                                                                               |
| 9 september EK-kwalificatie Groep E № 318 «onderlinge duels» 18:00 uur | Azerbeidzjan         | 1 – 1 | Kroatië                | Bakcell Arena, Bakoe Toeschouwers: 9.150 Scheidsrechter: Sandro Schärer (SUI) |
| 9 september EK-kwalificatie Groep E № 318 «onderlinge duels» 18:00 uur | Təmkin Xəlilzadə 72' |       | 11' (pen.) Luka Modrić | Bakcell Arena, Bakoe Toeschouwers: 9.150 Scheidsrechter: Sandro Schärer (SUI) |

|                                                                       |                                                      |       |           |                                                                                |
| 10 oktober EK-kwalificatie Groep E № 319 «onderlinge duels» 20:45 uur | Kroatië                                              | 3 – 0 | Hongarije | Poljudstadion, Split Toeschouwers: 32.110 Scheidsrechter: Daniele Orsato (ITA) |
| 10 oktober EK-kwalificatie Groep E № 319 «onderlinge duels» 20:45 uur | Luka Modrić 5' Bruno Petković 24' Bruno Petković 42' |       |           | Poljudstadion, Split Toeschouwers: 32.110 Scheidsrechter: Daniele Orsato (ITA) |

|                                                                       |                   |       |                  |                                                                                        |
| 13 oktober EK-kwalificatie Groep E № 320 «onderlinge duels» 20:45 uur | Wales             | 1 – 1 | Kroatië          | Cardiff City Stadium, Cardiff Toeschouwers: 31.745 Scheidsrechter: Björn Kuipers (NED) |
| 13 oktober EK-kwalificatie Groep E № 320 «onderlinge duels» 20:45 uur | Gareth Bale 45+3' |       | 9' Nikola Vlašić | Cardiff City Stadium, Cardiff Toeschouwers: 31.745 Scheidsrechter: Björn Kuipers (NED) |

|                                                                        |                                                       |       |                    |                                                                                   |
| 16 november EK-kwalificatie Groep E № 321 «onderlinge duels» 20:45 uur | Kroatië                                               | 3 – 1 | Slowakije          | Stadion Rujevica, Rijeka Toeschouwers: 8.279 Scheidsrechter: Clément Turpin (FRA) |
| 16 november EK-kwalificatie Groep E № 321 «onderlinge duels» 20:45 uur | Nikola Vlašić 56' Bruno Petković 60' Ivan Perišić 74' |       | 32' Róbert Boženík | Stadion Rujevica, Rijeka Toeschouwers: 8.279 Scheidsrechter: Clément Turpin (FRA) |

|                                                                  |                                           |       |                          |                                                                                |
| 19 november Vriendschappelijk № 322 «onderlinge duels» 18:00 uur | Kroatië                                   | 2 – 1 | Georgië                  | Stadion Aldo Drosina, Pula Toeschouwers: 5.072 Scheidsrechter: Alan Sant (MLT) |
| 19 november Vriendschappelijk № 322 «onderlinge duels» 18:00 uur | Goeram Kasjia 25' (e.d.) Ivan Perišić 53' |       | 19' Giorgi Papoenasjvili | Stadion Aldo Drosina, Pula Toeschouwers: 5.072 Scheidsrechter: Alan Sant (MLT) |

HNS · A-internationals · Selecties · Bondscoaches · Statistieken · Kroatisch vrouwenelftal · Olympisch elftal · Kroatië U21 · Kroatië U20 · Kroatië U19 · Kroatië U18 · Kroatië U17 · Kroatië U16
1940 – 1956 ·
1990 – 1999 ·
2000 – 2009 ·
2010 – 2019 ·
2020 − 2029
EK's: 1996 · 
2000 · 
2004 · 
2008 · 
2012 · 
2016 · 
2020 · 
2024
WK's: 1998 · 
2002 · 
2006 · 
2010 · 
2014 · 
2018 · 
2022
1940 · 
1941 · 
1942 · 
1943 · 
1944 · 
1945–1955 · 
1956 · 
1957–1989 · 
1990 · 
1991 · 
1992 · 
1993 · 
1994 · 
1995 · 
1996 · 
1997 · 
1998 · 
1999 · 
2000 · 
2001 · 
2002 · 
2003 · 
2004 · 
2005 · 
2006 · 
2007 · 
2008 · 
2009 · 
2010 · 
2011 · 
2012 · 
2013 ·  
2014 · 
2015 · 
2016 · 
2017 · 
2018 ·
2019 ·
2020 ·
2021 ·
2022 ·
2023
Albanië ·
Andorra ·
Argentinië ·
Armenië ·
Australië ·
Azerbeidzjan · 
België ·
Bosnië en Herzegovina ·
Brazilië ·
Bulgarije ·
Canada ·
Chili ·
China ·
Cyprus ·
Denemarken ·
Duitsland ·
Ecuador ·
Egypte ·
Engeland ·
Estland ·
Finland ·
Frankrijk ·
Georgië ·
Gibraltar ·
Griekenland ·
Hongarije ·
Hongkong ·
Ierland ·
IJsland ·
Indonesië ·
Iran ·
Israël ·
Italië ·
Jamaica ·
Japan ·
Joegoslavië ·
Jordanië ·
Kameroen · 
Kazachstan ·
Kosovo ·
Letland ·
Litouwen ·
Liechtenstein ·
Mali ·
Malta ·
Marokko · 
Mexico ·
Moldavië ·
Nederland ·
Nigeria ·
Noord-Ierland ·
Noord-Macedonië ·
Noorwegen ·
Oekraïne ·
Oostenrijk ·
Peru ·
Polen ·
Portugal ·
Qatar ·
Roemenië ·
Rusland ·
San Marino ·
Saoedi-Arabië ·
Schotland ·
Senegal · 
Servië · 
Slovenië ·
Slowakije ·
Spanje ·
Tsjechië ·
Tunesië ·
Turkije ·
Wales ·
Wit-Rusland ·
Zuid-Korea ·
Zweden ·
Zwitserland
Argentinië (2018) ·
Argentinië (2022) ·
Australië (2006) ·
België (2022) ·
Brazilië (2006) ·
Brazilië (2014) ·
Brazilië (2022) ·
Denemarken (2018) ·
Duitsland (2008) ·
Engeland (2018) ·
Engeland (2021) ·
Frankrijk (2018) ·
Ierland (2012) ·
IJsland (2018) ·
Italië (2012) ·
Japan (2006) ·
Kameroen (2014) ·
Marokko (2022, 1) ·
Marokko (2022, 2) ·
Mexico (2014) ·
Nigeria (2018) ·
Oostenrijk (2008) ·
Polen (2008) ·
Rusland (2018) ·
Schotland (2021) ·
Spanje (2012) ·
Spanje (2021) ·
Tsjechië (2016) ·
Tsjechië (2021) ·
Turkije (2008) ·
Turkije (2016)
AFC-zone: Afghanistan · Australië · Bahrein · Bangladesh · Bhutan · Brunei · Cambodja · China · Chinees Taipei · Filipijnen · Guam · Hongkong · India · Indonesië · Iran · Irak · Japan · Jemen · Jordanië · Koeweit · Kirgizië · Laos · Libanon · Macau · Maleisië · Maldiven · Mongolië · Myanmar · Nepal · Noord-Korea · Oezbekistan · Oman · Oost-Timor · Pakistan · Palestina · Qatar · Saoedi-Arabië · Singapore · Sri Lanka · Syrië · Tadjikistan · Thailand · Turkmenistan · Verenigde Arabische Emiraten · Vietnam · Zuid-Korea

CAF-zone: Algerije · Angola · Benin · Botswana · Burkina Faso · Burundi · Centraal-Afrikaanse Republiek · Comoren · Congo-Brazzaville · Congo-Kinshasa · Djibouti · Egypte · Equatoriaal-Guinea · Eritrea · Ethiopië · Gabon · Gambia · Ghana · Guinee · Guinee-Bissau · Ivoorkust · Kaapverdië · Kameroen · Kenia · Lesotho · Liberia · Libië · Madagaskar · Malawi · Mali · Mauritanië · Mauritius · Marokko · Mozambique · Namibië · Niger · Nigeria · Oeganda · Rwanda · Sao Tomé en Principe · Senegal · Seychellen · Sierra Leone · Soedan · Somalië · Swaziland · Tanzania · Togo · Tsjaad · Tunesië · Zambia · Zimbabwe · Zuid-Afrika · Zuid-Soedan 

CONCACAF-zone: Amerikaanse Maagdeneilanden · Anguilla · Antigua en Barbuda · Aruba · Bahama's · Barbados · Belize · Bermuda · Britse Maagdeneilanden · Canada · Kaaimaneilanden · Costa Rica · Cuba · Curaçao · Dominica · Dominicaanse Republiek · El Salvador · Frans Guyana · Grenada · Guadeloupe · Guatemala · Guyana · Haïti · Honduras · Jamaica · Martinique · Mexico · Montserrat · 
Nicaragua · Panama · Puerto Rico · Saint Kitts en Nevis · Saint Lucia · Saint Vincent en de Grenadines · Sint Maarten · Suriname · Trinidad en Tobago · Turks- en Caicoseilanden · Verenigde Staten

CONMEBOL-zone: Argentinië · Bolivia · Brazilië · Chili · Colombia · Ecuador · Paraguay · Peru · Uruguay · Venezuela

OFC-zone: Amerikaans-Samoa · Cookeilanden · Fiji · Nieuw-Caledonië · Nieuw-Zeeland · Papoea-Nieuw-Guinea · Samoa · Salomoneilanden · Tahiti · Tonga · Vanuatu

UEFA-zone: Albanië · Andorra · Armenië · Azerbeidzjan · België · Bosnië en Herzegovina · Bulgarije · Cyprus · Denemarken · Duitsland · Engeland · Estland · Faeröer · Finland · Frankrijk · Georgië · Gibraltar · Griekenland · Hongarije · IJsland · Ierland · Israël · Italië · Kazachstan · Kosovo · Kroatië · Letland · Liechtenstein · Litouwen · Luxemburg · Macedonië · Malta · Moldavië · Montenegro · Nederland · Noord-Ierland · Noorwegen · Oekraïne · Oostenrijk · Polen · Portugal · Roemenië · Rusland · San Marino · Schotland · Servië · Slovenië · Slowakije · Spanje · Tsjechië · Turkije · Wales · Wit-Rusland · Zweden · Zwitserland